# Argyrolobium zanonii
Argyrolobium zanonii là một loài thực vật có hoa trong họ Đậu. Loài này được (Turra) P.W.Ball miêu tả khoa học đầu tiên.

## Hình ảnh

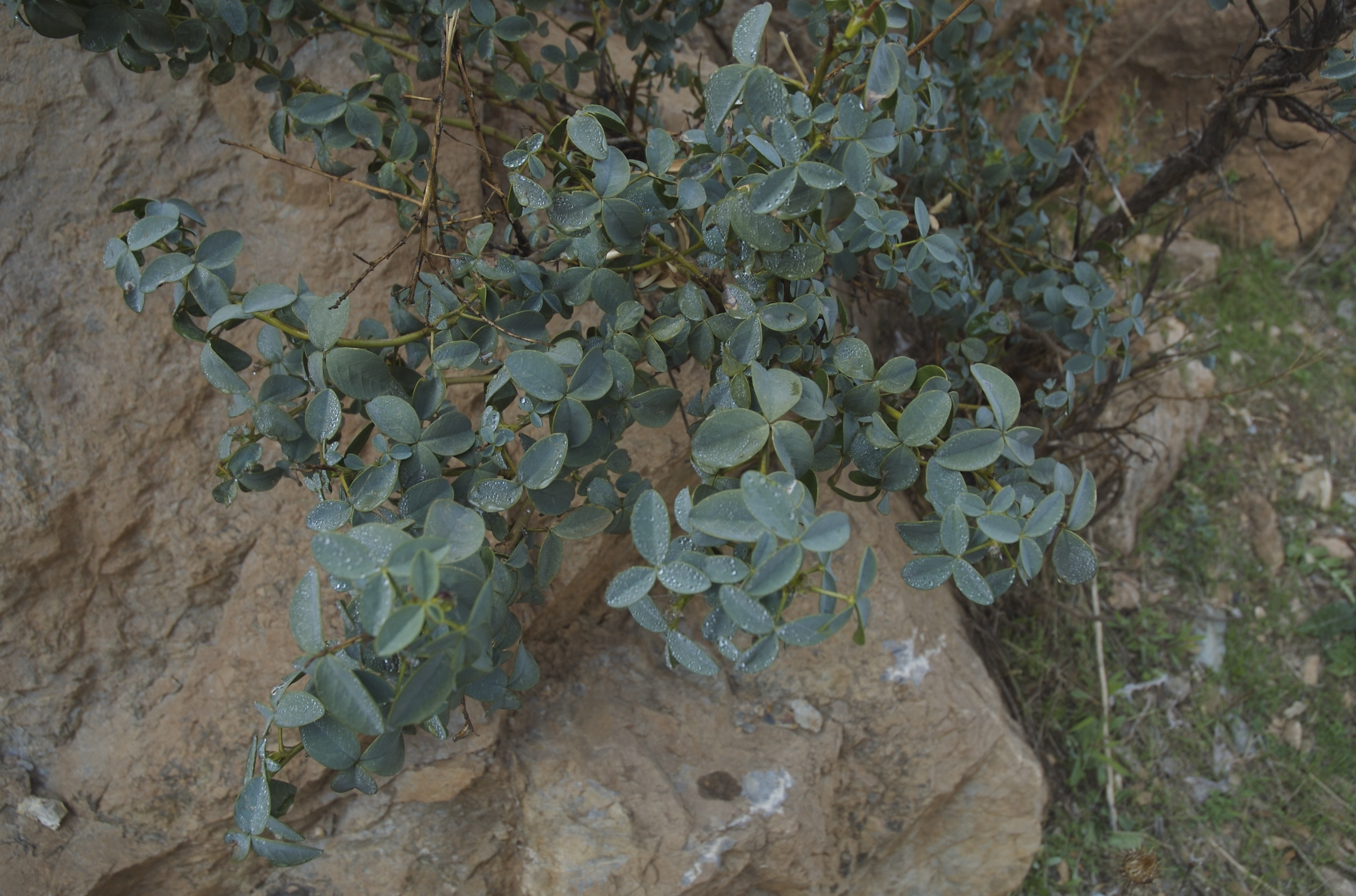